# 阿尔内·林德霍姆
阿尔内·林德霍姆（瑞典語：Arne Linderholm，1916年2月22日—1986年11月20日），瑞典前男子足球运动员，司职中场。他曾代表瑞典国家队参加1938年国际足联世界杯，结果队伍获得第四名。